# Dobrudja Septentrional
Dobrudja Septentrional (Dobrogea en romanès; Северна Добруджа, Severna Dobrudzha en búlgar) és la part de Dobrudja dins les fronteres de Romania. Es troba entre el baix Danubi i el mar Negre, limita al sud amb la Dobrudja Meridional (Bulgària).

## Geografia
El territori de Dobrogea ara forma els comtats de Constanţa i Tulcea, amb un territori de 15,500 km² i una població un xic més d'un milió d'habitants.

### Ciutats
- Constanţa
- Tulcea
- Medgidia
- Mangalia.

### Rius
- Casimcea
- Slava
- Riu Taiţa
- Riu Teliţa

### Llacs
- Crapina
- Jijiei
- Traian
- Llac Babadag
- Razim
- Zmeica
- Sinoie
- Taşaul

### Delta del Danubi
El Delta del Danubi consisteix en nombrosos llacs, els més importants dels quals són:
- Roşu
- Isac
- Gorgova
- Furtuna
- Ledeanca
- Tatanir
- Merhel
- Matiţa
- Uzlina
- Dranov
- Lumina
- Puiu
- Puiuleţ

## Història
El territori restà sota el govern de l'Imperi Otomà fins al 1878, quan fou atorgat a Romania després de la Guerra Russo-Turca de 1878-1879. Després dels tractats de San Stefano i Berlín, Romania va rebre la Dobrudja Septentrional, mentre que el nou principat de Bulgària va rebre la petita part meridional. Després de la Segona Guerra Balcànica el 1913, Romania també ocupà la Dobrudja Meridional búlgara, que no fou retornada a Bulgària fins al Tractat de Craiova de 1940.

## Heràldica
Dobrogea és representada per dos dofins en l'Escut de Romania.